# Most Scaligerów
Most Scaligerów (wł. Ponte Scaligero), nazywany także mostem Castelvecchio – warowny most znajdujący się na Adydze w Weronie.
Prowadzący do zamku Castelvecchio, został wzniesiony na zlecenie Cangrande II della Scala między 1354 a 1356 rokiem. Jego projektantem był przypuszczalnie Guglielmo Bevilacqua. Zbudowany z cegły most ma trzy przęsła, wsparte na masywnych filarach wieżowych. Największe z przęseł ma 48,70 metra rozpiętości, dwa mniejsze kolejno 27 i 24 m. Całkowita długość przeprawy wynosi 120 m, szerokość natomiast 6 m.
Budowla oryginalnie była czysto użytkowym obiektem o charakterze militarnym, czego świadectwem są wieńczące ją blanki. Na obydwu krańcach mostu znajdowały się dawniej wieże, z czego do czasów współczesnych przetrwała tylko jedna. Wieża na lewym brzegu rzeki została rozebrana przez Francuzów w 1802 roku.
Most został zniszczony pod koniec II wojny światowej – wysadzony 25 kwietnia 1945 roku przez wycofujące się z miasta wojska niemieckie. Odbudowano go w latach 1949–1951 z użyciem oryginalnych materiałów i technik budowlanych.